# Mieczysław Chłapowski

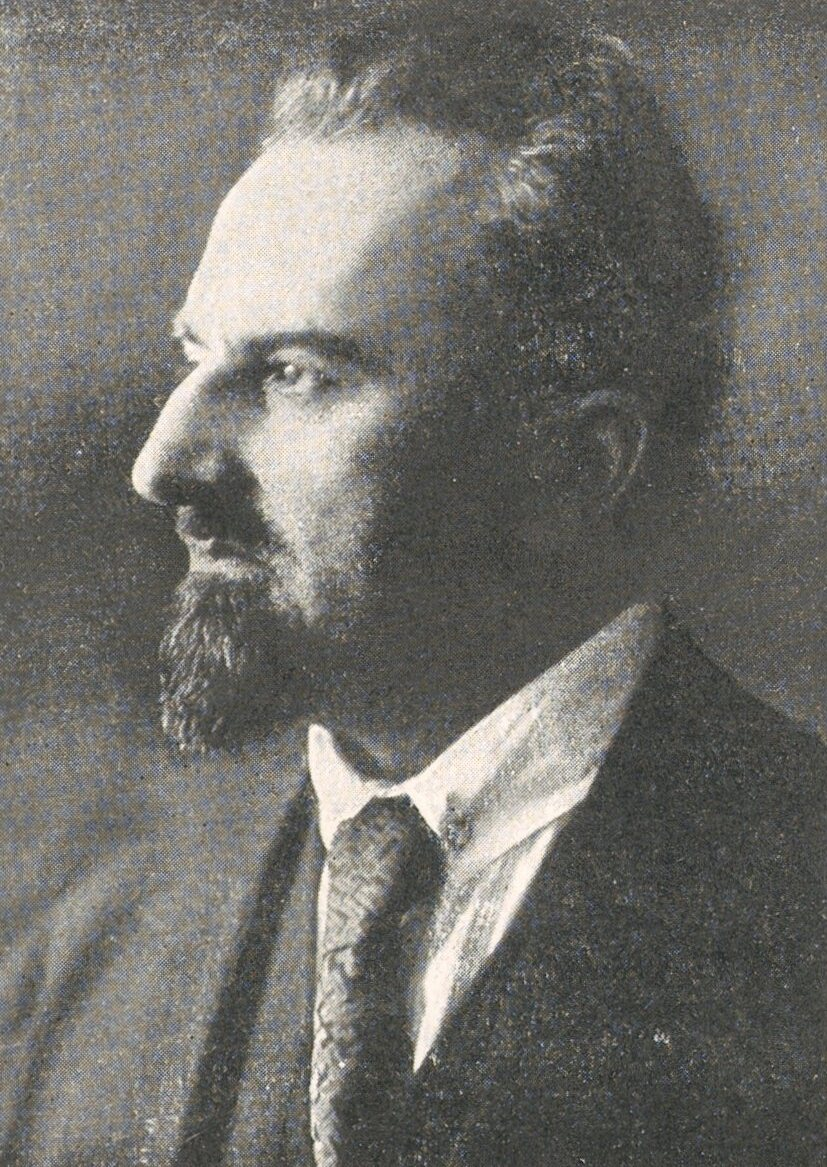

Mieczysław Pius Chłapowski (ur. 1 września 1874 w Kopaszewie, zm. 23 października 1939 w Kościanie) – polski działacz społeczny, członek Naczelnej Rady Ludowej w 1918 roku, ziemianin.

## Życiorys
Syn Kazimierza i Anny z Chłapowskich, brat Kazimierza Rafała. Kształcił się w gimnazjum w Tarnopolu i Chyrowie. Studiował w Krakowie i Berlinie. Przez kilkadziesiąt lat (od 1896) gospodarował w majątku rodzinnym Kopaszewo: opracował wiele nowych metod w zakresie uprawy, walki z chwastami, nawożenia i doprowadził majątek do wysokiej dochodowości. Prowadził również działalność społeczną: w 1919 z ramienia Naczelnej Rady Ludowej działał w Bydgoszczy, później był prezesem Centralnego Towarzystwa Gospodarczego (w latach 1923–1926) i przewodniczącym zarządu Towarzystw Kółek Rolniczych, a po zjednoczeniu tych organizacji wchodził w skład Rady Głównej Wielkopolskiego Towarzystwa Kółek Rolniczych.
Od 1926 stał na czele kuratorium Fundacji Sułkowskich w Rydzynie, gdzie zainicjował odbudowę zamku, przeznaczonego na potrzeby szkoły (otwartej w 1928). Działał w szeregu organizacji gospodarczych – Stowarzyszeniu Plantatorów Buraka Cukrowego Wielkopolski i Pomorza (z siedzibą w Poznaniu – przewodniczący), Biurze Ekonomicznym Izb i Organizacji Rolniczych oraz Przemysłu Rolnego (województwa poznańskiego i pomorskiego), Radzie Banku Polskiego. Był także prezesem rady nadzorczej „Dziennika Poznańskiego”. Zajmował się działalnością charytatywną.
W 1937 roku był członkiem Koła Bydgoszcz-Wyrzysk Wielkopolskiego Związku Ziemian.
Po zajęciu Wielkopolski przez Niemców został aresztowany; zginął rozstrzelany na rynku w Kościanie w grupie kilkunastu polskich zakładników. Wg innych źródeł – pisze o tym pierwszy prezes działającej podczas okupacji Rady Głównej Opiekuńczej [RGO] Adam Ronikier – w Kościanie miano rozstrzelać 60 Polaków w odwecie za zabójstwo Niemca. Mieczysław Chłapowski z Kopaszewa wraz z Janem Szołdrskim z Psarskiego postanowili ofiarować swoje życie w zamian za uwolnienie tych 60 zakładników, którzy z rozkazu niemieckiego burmistrza w Kościanie mieli zostać rozstrzelani 8 września 1939 r. Po długich targach z burmistrzem ich ofiara została przyjęta w zamian za zwolnienie 30 zakładników. Ronikier uważa, że ten czyn dwóch obywateli ziemskich powinien być zapisany złotymi zgłoskami w naszej pamięci.
Po wojnie został pochowany w mauzoleum ofiar wojny w Kościanie. Z małżeństwa z Wandą Potworowską (1882–1959) miał syna Dezyderego (autora m.in. sylwetek członków rodziny Chłapowskich w Wielkopolskim Słowniku Biograficznym, 1981).

## Ordery i odznaczenia
- Krzyż Komandorski Orderu Odrodzenia Polski (11 listopada 1937)[5]
- Krzyż Oficerski Orderu Odrodzenia Polski (2 maja 1923)[6][7]